# William Coxe junior
William Coxe Jr. (* 3. Mai 1762 in Burlington, Province of New Jersey; † 25. Februar 1831 ebenda) war ein US-amerikanischer Politiker. Zwischen 1813 und 1815 vertrat er den Bundesstaat New Jersey im US-Repräsentantenhaus.

## Werdegang
William Coxe schlug Mitte der 1790er Jahre in New Jersey eine politische Laufbahn ein. Er wurde Mitglied der zum Ende dieses Jahrzehnts von Alexander Hamilton gegründeten Föderalistischen Partei. In den Jahren 1796 bis 1804, von 1806 bis 1809 sowie nochmals von 1816 bis 1817 gehörte Coxe der New Jersey General Assembly an. Von 1798 bis 1800 sowie im Jahr 1802 war er deren Präsident.
Bei den Kongresswahlen des Jahres 1812 wurde Coxe für den fünften Sitz von New Jersey in das US-Repräsentantenhaus in Washington, D.C. gewählt, wo er am 4. März 1813 die Nachfolge von James Morgan antrat. Bis zum 3. März 1815 konnte er eine Legislaturperiode im Kongress absolvieren, die von den Ereignissen des Britisch-Amerikanischen Krieges geprägt war. Nach dem Ende seiner Zeit im US-Repräsentantenhaus zog sich Coxe aus der Politik zurück. Damals wurde er auch als Autor bekannt. Er starb am 25. Februar 1831 in seinem Geburtsort Burlington, wo er auch beigesetzt wurde.